# Philharmonia Baroque Orchestra
La Philharmonia Baroque Orchestra (PBO) è un'orchestra americana con sede a San Francisco. La PBO è dedicata all'esecuzione storicamente informata di musica barocca, classica e del primo romantico su strumenti originali. L'orchestra esegue le sue serie in abbonamento nelle seguenti città e luoghi:
- San Francisco: Herbst Theatre
- Berkeley: First Congregational Church of Berkeley
- Stanford: Bing Concert Hall
- Palo Alto: First United Methodist Church

## Storia
Laurette Goldberg, clavicembalista, insegnante e allieva di Gustav Leonhardt, fondò la PBO nel 1981. Si dimise dalla carica di direttore musicale dell'ensemble nel 1985 e scelse Nicholas McGegan come suo successore. McGegan è stato direttore musicale della PBO dal 1985 al 2020. Durante il mandato di McGegan, la Philharmonia Chorale fu fondata nel 1995 come coro affiliato alla PBO, sotto la direzione di Bruce Lamott. McGegan ora ha il titolo di direttore musicale laureato della PBO.
Nel 2012 Richard Egarr ha diretto per la prima volta la PBO come ospite. Dopo altre due apparizioni come ospite, nel gennaio 2019, la PBO ha annunciato la nomina di Egarr come suo prossimo direttore musicale, con un contratto iniziale di 5 anni. L'intenzione originale era che Egarr fungesse da direttore musicale designato per la stagione 2020-2021 e poi assumesse il titolo di direttore musicale per la stagione 2021-2022. Sulla scia della pandemia di COVID-19, la PBO ha riconfigurato la sua stagione 2020-2021 in una stagione virtuale e annunciò l'avvento di Egarr come direttore musicale a partire dal 1º luglio 2020, una stagione prima del previsto.

## Collaborazioni
La PBO ha collaborato con organizzazioni artistiche come Cal Performances, il Centre de Musique Baroque de Versailles e la New York Baroque Dance Company nella première moderna completamente messa in scena di Le temple de la Gloire di Rameau nell'aprile 2017. La PBO collabora regolarmente con il Mark Morris Dance Group.

## Registrazioni e media
La PBO ha registrato per etichette come Harmonia Mundi, Reference Recordings, BMG e Avie. L'ensemble ha avviato la propria etichetta, la Philharmonia Baroque Productions, nel 2011. Alla radio la PBO è stata regolarmente trasmessa su KDFC-FM.

## Onorificenze e premi
- 1991 - Grammy Award, Best Choral Performance (Diversa da un'opera), Handel: Susanna)
- 1991 - Gramophone Award per Canto Barocco, Handel: Susanna)
- 2004 - Ensemble of the Year da Musical America.
- 2012 - Nomination al Grammy per Best Orchestral Performance (Haydn: Sinfonie 104, 88 & 101)

## Direttori
- Laurette Goldberg (1981–1985)
- Nicholas McGegan (1985–2020)
- Richard Egarr (2020–present)